# Пала (Пейпсіяере)
Па́ла (ест. Pala küla) — село в Естонії, у волості Пейпсіяере повіту Тартумаа.

## Населення
Чисельність населення на 31 грудня 2011 року становила 211 осіб.

## Географія
Через населений пункт проходить автошлях 14101 (Сааре — Пала — Кодавере). Від села починається дорога  22237 (Алатсківі — Пала)

## Історія
До 23 жовтня 2017 року село було адміністративним центром волості Пала в повіті Йиґевамаа.